# Drille (outil)
Cet article possède un paronyme, voir drill.

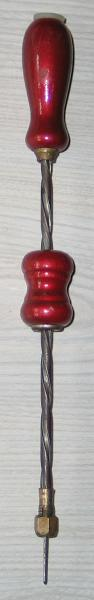
Chignole manuelle.

La drille ou perceuse est un outil utilisé pour faire des trous dans des matériaux divers : ciment, bois, métaux. Elle comporte un mandrin pour utiliser des forets (mèches) de différents diamètres et adaptées à chaque type de matériau.
La drille de type chignole ou drille va-et-vient s'utilise en faisant aller et venir la navette (partie mobile) avec une main et, en appuyant sur la tête de la drille avec une autre main ou toute autre partie du corps : le mouvement linéaire de va-et-vient est converti en un mouvement de rotation, grâce à la vis sans fin.
En 1957, le célèbre catalogue de la société Manufrance consacrait sa page 501 aux « Drilles tous modèles » : il s'agit de drilles utilisant un système d'engrenages actionné par une petite manivelle à mi-hauteur de l'outil, l'autre main tenant une poignée plus proche du mandrin, une autre partie du corps appuyant sur l'extrémité opposée à la mèche.
 Quatre modèles sont proposés avec diverses fonctionnalités : axe du mandrin orientable ; deux vitesses ; enfermement de l'engrenage dans un carter. Leurs poids varient de 500 g à 2,3 kg. Trois bâtis porte-drille sont également proposés permettant de « transformer instantanément la drille en perceuse d'établi. »

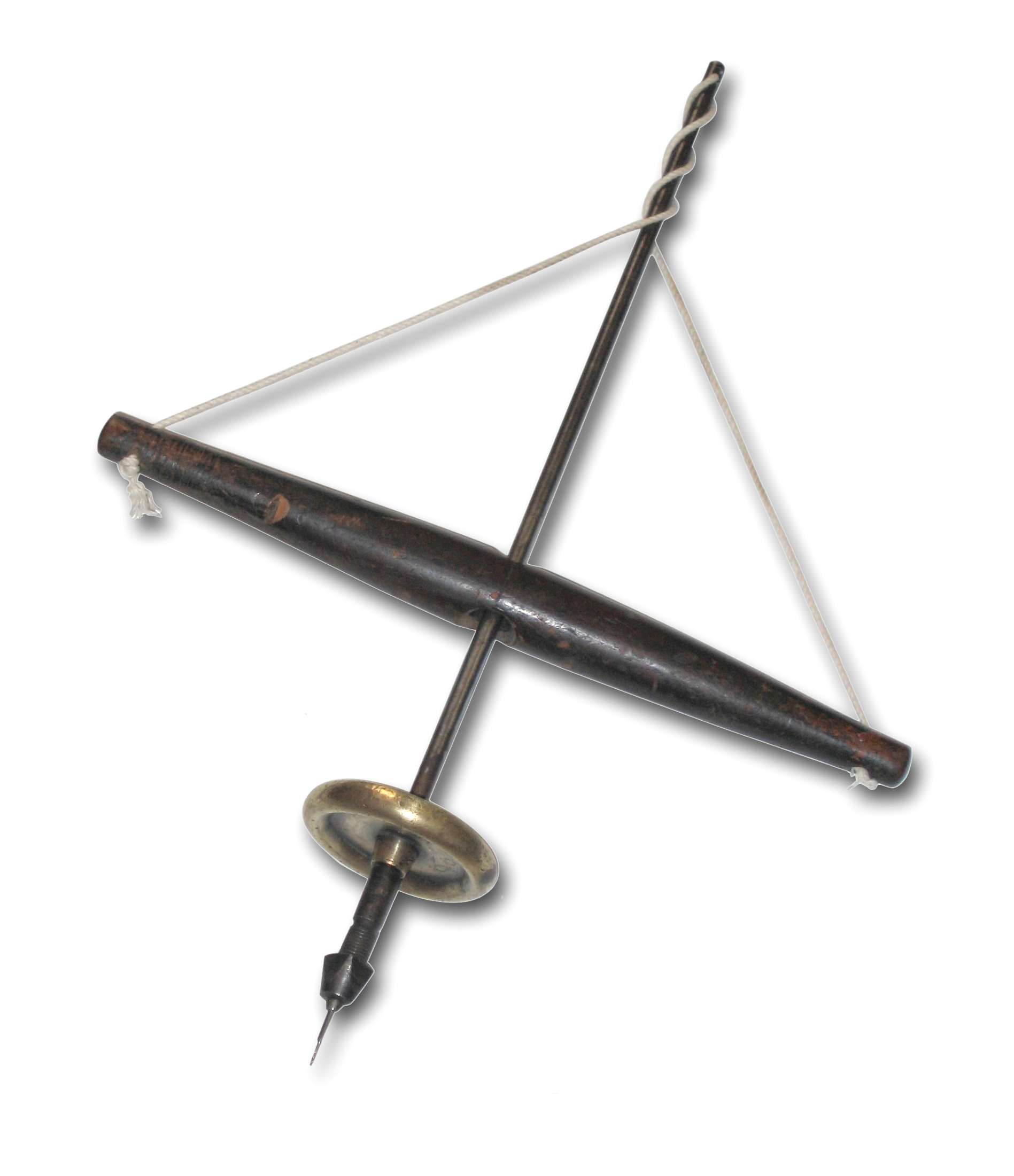
Drille pour bijoutier ou horloger.
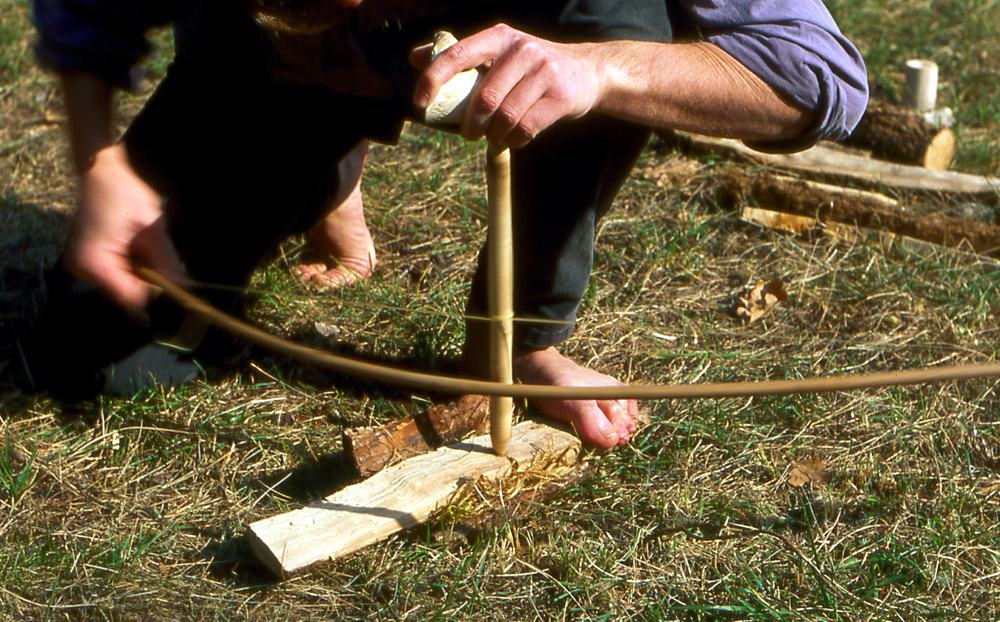
Chignole pour percer ou allumer du feu.